# Виноградов Борис Степанович
Борис Степанович Виноградов (рос. Борис Степанович Виноградов; 25 березня (6 квітня) 1891, Вольськ — 10 липня 1958, Ленінград) — радянський теріолог, професор, завідувач кафедри хребетних Ленінградського державного університету, відділу наземних хребетних Зоологічного інституту АН СРСР, засновник Ленінградської школи теріології.

## Біографія
Закінчив природниче відділення Харківського університету у 1918 році. З 1921 року і до смерті працював у Зоологічному інституті АН СРСР, з 1934 року завідував відділом наземних хребетних цього інституту. З 1932 по 1953 рік викладав у Ленінградському державному університеті, де з 1945 року завідував кафедрою зоології. Засновник Ленінградської школи теріологів. У 1934 став доктором біологічних наук, а в 1939 році професором Ленінградського університету. Він вважався фахівцем у галузі морфології, порівняльної анатомії, палеонтології, екології та зоогеографії гризунів. Учений помер 10 липня 1958 року в Ленінграді, похований на Серафимівському цвинтарі.

## Нагороди
- Орден Леніна
- Орден Червоної Зірки (10 червня 1945)[2]

## Твори
- On the mechanism of gnawing and mastication in some fossorial rodents, «Ежегодник Зоологического музея АН СССР», 1926, т. 27;
- Тушканчики, М. — Л., 1937 (Фауна СССР, Новая серия, № 13, Млекопитающие, т. 3;
- К вопросу о морфологической дивергенции у близких форм млекопитающих, «Тр. Зоологического института АН СССР», 1946, т. 8, в. 1;
- Грызуны фауны СССР, М. — Л., 1952 (разом з І. Громовим).